# Bourbon (Missouri)
Pour les articles homonymes, voir Bourbon.
Bourbon est une ville du comté de Crawford, dans le Missouri, aux États-Unis,. Située au nord du comté, elle est incorporée en 1907.

## Démographie
Lors du recensement de 2010, la ville comptait une population de 1 632 habitants. Elle est estimée, en 2016, à 1 601 habitants.

## Source de la traduction
- (en) Cet article est partiellement ou en totalité issu de l’article de Wikipédia en anglais intitulé « Bourbon, Missouri » (voir la liste des auteurs).